# Theodor Hansen (Mediziner)
Christopher Heinrich Theodor Hansen (* 8. September 1867 in Lunden; † 30. Oktober 1938 in Lübeck) war ein deutscher Chirurg und Museumskurator.

## Leben
Theodor Hansen war ein Sohn des gleichnamigen Pastors Theodor Hansen (1824–1903). Er besuchte die Schule in Lunden und Leezen und das Gymnasium in Rendsburg. Ab 1889 studierte er Humanmedizin an den Universitäten Kiel, München, Freiburg und wieder Kiel, wo er 1894 das klinische Staatsexamen bestand. Im Anschluss leistete er zunächst seinen Dienst als Einjährig-Freiwilliger bei der 1. Matrosendivision in Kiel ab; danach trat er 1895 als Arzt in die Kaiserliche Marine. Von 1895 bis 1897 war er Assistenzarzt auf der Kaiser, dem Flaggschiff des Ostasiengeschwaders. 1898 wurde er zum Zweck der Promotion als Assistenzarzt an die chirurgische Abteilung des Diakonissen-Krankenhauses in Danzig abgeordnet. Seine Promotion zum Dr. med. erfolgte 1899 an der Königlichen Universität zu Greifswald. Zu diesem Zeitpunkt war er Marine-Ober-Assistenzarzt.

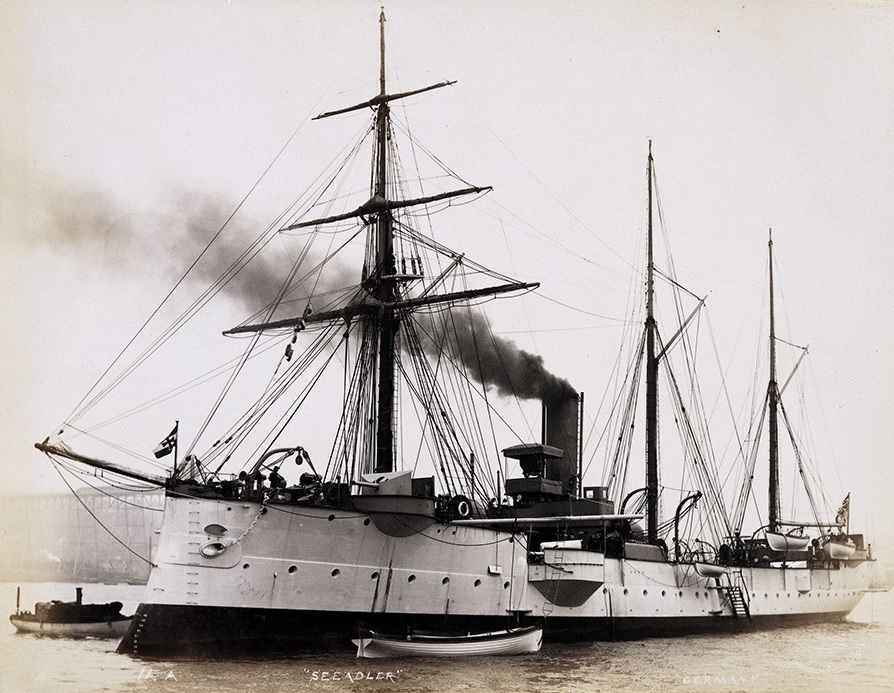
Die Seeadler

Im selben Jahr wurde er als Schiffsarzt auf die Seeadler versetzt. Hier diente er bis 1901 unter dem Korvettenkapitän und späteren Vizeadmiral Wilhelm Schack  (1860–1920), erst in der Inselwelt Ozeaniens, insbesondere Deutsch-Samoa, dann im Ostasiengeschwader im Boxeraufstand. Im Jahr 1900 erfolgte seine Beförderung zum Marine-Stabsarzt. Im selben Jahr lernte er bei einer Audienz für die Seeadler-Besatzung bei Mataafa Josefo auf Samoa den Geographen Georg Wegener kennen.
1906 war Hansen am neu erbauten Marine-Lazarett in Kiel-Wik tätig und wurde hier 1908 Marine-Oberstabsarzt. Im Lazarett spezialisierte er sich auf die operative Behandlung von Leistenbrüchen.
1909 wurde ihm sein Abschied bewilligt. 1910 ließ er sich in Lübeck als Facharzt für Chirurgie nieder. Zu Beginn des Ersten Weltkriegs 1914 wurde er reaktiviert. Bis Dezember 1914 war er wieder im Kieler Lazarett tätig, dann übernahm er als Chefarzt die Leitung der Feldlazarette 1 & 2 des Marinekorps Flandern. 1916 erfolgte seine Beförderung zum Marine-Generaloberarzt (entsprach Fregattenkapitän) und seine Versetzung auf die Balkanhalbinsel, wo er das Kriegslazarett 54 der 11. Armee in Üsküp (heute Skopje) leitete. 1918 war er Korpsarzt für das Generalkommando 53. Er nutzte seine freie Zeit zu ethnologischen Exkursionen und machte, wie schon in der Südsee und China, in Mazedonien zahlreiche Fotos, von denen etliche publiziert wurden.
Nach der Demobilisierung kehrte er nach Lübeck zurück und praktizierte als Facharzt für Chirurgie und Orthopädie in der Ratzeburger Allee 2a. Vor 1933 erhielt er den Rang eines Marinegeneralarztes a. D. (entspricht Kapitän zur See). Ab 1926 wirkte er als hauptamtlicher Geschäftsführender Arzt des Ärztlichen Vereins zu Lübeck, des ältesten ärztlichen Berufsverbands in Deutschland. Der Verein war zugleich die Kassenärztliche Vereinigung in Lübeck. Hansen war der letzte hauptamtliche Geschäftsführer des Vereins, bevor dieser in der Zeit des Nationalsozialismus im Zuge der Gleichschaltung 1936 aufgelöst wurde. 1945 wurde der Verein, zunächst als Teil der Ärztekammer Schleswig-Holstein, wiederhergestellt.
Als Nachfolger des gleichaltrigen Richard Karutz, der hauptberuflich ebenfalls Arzt war, betreute er ab 1923 nebenamtlich die Völkerkundesammlung der Hansestadt Lübeck im Museum am Dom. Hansen versorgte auch Karutz mit Fotos aus Mazedonien für dessen Publikation Atlas der Völkerkunde: Die Völker Europas (1926).
In seine Amtszeit fällt der Aufbau der Judaika-Sammlung durch Julius Carlebach. Mit der Machtübernahme der Nationalsozialisten galt Hansen aber als überzeugter „Anhänger der neuen Heilslehre“. Er hielt im November 1933 im Museum für Völkerkunde einen Vortrag über das Hakenkreuz und seine Geschichte.
1934 ging das Lübecker Völkerkunde-Museum, bis dahin wie alle Lübecker Museen von der Gesellschaft zur Beförderung gemeinnütziger Tätigkeit getragen, in staatliche (ab 1937 kommunale) Trägerschaft über. Hansen blieb Konservator. Als das Berliner Museum für Völkerkunde begann, eine Abteilung Eurasien aufzubauen, deren Einrichtung im Einklang mit der NS-Ideologie stand, kam es zu mindestens zwei Geschäften zwischen Hansen und dem Berliner Kustos Hermann Baumann. Dabei erwarb Hansen 1936 etwa 80 Gegenstände aus dem Banat, der Samen und der Ainu, und gab dafür aus der umfangreichen Lübecker Estland-Sammlung einen Krug, ein Deckengehänge (Julkrone) sowie neun estnische Silber-Fibeln an das Berliner Museum ab. Anfang 1938 verkaufte Baumann weitere 21 eurasische Objekte an Hansen.
Nach Hansens Tod im Jahre 1938 wurde kein neuer Konservator bestellt, so dass Margarete Schmidt, Obersekretärin in der Lübecker Museumsverwaltung, faktisch diesen Posten ausfüllte, jedoch ohne offizielle Ernennung.
Hansen war seit 1923 mit Mary Sophie Ann Detlefsen aus Flensburg verheiratet.

## Schriften
- Ueber die Häufigkeit angeborener Bruchsäcke. In: Archiv für klinische Chirurgie 78 (1906), S. 306–338 Internet Archive.